# كيم غاردنر
كيم غاردنر (بالإنجليزية: Kim Gardner)‏ هو موسيقي وعازف قيثارة بريطاني، ولد في 27 يناير 1948 في Dulwich ‏ في المملكة المتحدة، وتوفي في 24 أكتوبر 2001 في لوس أنجلوس في الولايات المتحدة.

## وصلات خارجية
- كيم غاردنر على موقع IMDb (الإنجليزية)
- كيم غاردنر على موقع ميوزك برينز (الإنجليزية)
- كيم غاردنر على موقع أول ميوزيك (الإنجليزية)
- كيم غاردنر على موقع ديسكوغز (الإنجليزية)